# Montagnes blanches (journal)
Pour les articles homonymes, voir Montagnes Blanches.

Les Montagnes blanches (en grec : Λευκά Όρη, Lefká Óri) furent un journal hebdomadaire grec, publié à La Canée, en Crète à la fin du XIXe siècle. Son nom provient du massif des Montagnes blanches qui domine la région de La Canée.
Fondé initialement par Costas Mitsotakis, il fut publié sous la direction d'Elefthérios Venizélos entre le 19 décembre 1888 et juin 1889 en collaboration avec des amis à lui, dont Costas Foumis, futur collaborateur en politique. Cette nouvelle tribune lui permet de diffuser ses idées. Il développe ce que pourraient être les réformes sociales, économiques et culturelles dont la Crète a besoin. Il y critique l'inertie de l'administration ottomane et son incapacité à assurer le développement de l'île. Cette association s'arrête en juin 1889 après l'élection au parlement crétois de plusieurs membres du journal, dont Elethérios Venizélos.
Les collaborateurs des Montagnes blanches furent surnommés les Lefkorites.